# Gardez (Schach)

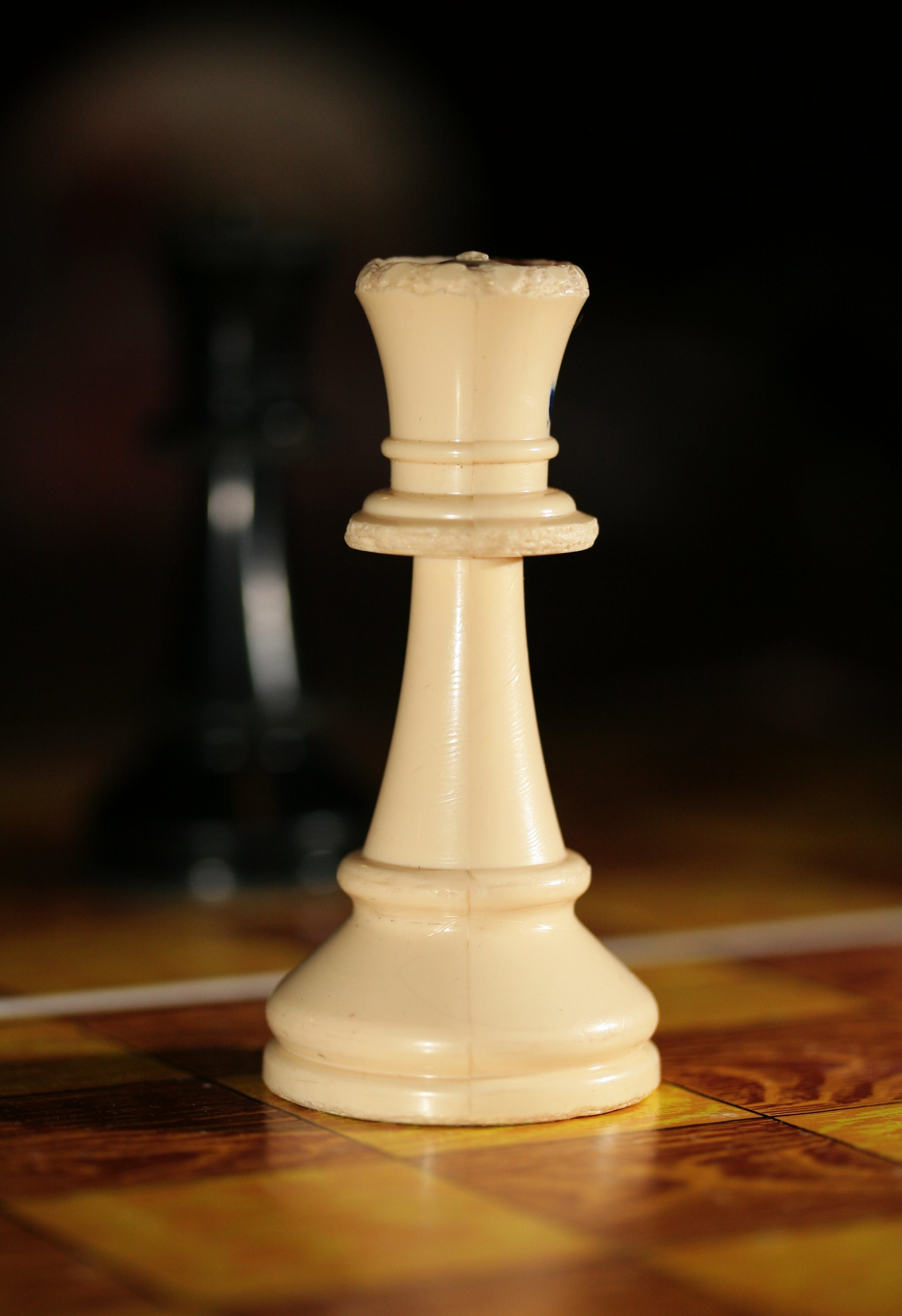
Schachfigur Dame

Gardez [ɡaʁ.de] (französisch: „Schützen Sie (Ihre Dame)“) war im Schach des 19. Jahrhunderts die Warnung, die ein Spieler auszusprechen hatte, wenn er die feindliche Dame angriff, also mit einer Figur bedrohte. Wie auch die Warnung „Schach!“ – bei einem Angriff auf den König – ist sie heute nicht mehr Bestandteil der Schachregeln und allenfalls noch bei Freizeitspielern üblich. Im Gegensatz zum Schachgebot, das mit einem „+“ notiert wird, gibt es kein einheitliches Zeichen für Gardez, da es beim Partiemitschrieb in der Turnierpraxis nicht notiert wird.